# 4359 Berlage
4359 Berlage је астероид главног астероидног појаса чија средња удаљеност од Сунца износи 2,153 астрономских јединица (АЈ).
Апсолутна магнитуда астероида је 13,7.